# Collada de Ribot
La Collada de Ribot és un coll a 911,4 m d'altitud situat a l'extrem de llevant del Serrat de Roca Roia, en el lloc on aquest serrat s'uneix a lo Tossalet, on hi ha el poble d'Espills, que queda al nord-est de la collada.
Pertany al terme municipal de Tremp, a dins de l'antic terme de Sapeira.
Hi passava el camí vell d'accés al poble d'Espills des de la Ribereta.